# 튀르크족의 연대표 (500-1300)
다음은 6세기에서 14세기 사이에 확인된 튀르크 민족 역사의 연대표이다.

## 6세기
| 년도 | 설명 |
| ---- | --- |
| 545  | 서위가 알타이 산맥으로 사절단을 파견함. 아사나 씨족 지도자로서의 부민에 대한 최초의 역사적 언급임. |
| 551  | 부민이 알타이 산맥을 중심으로 하여 유연으로부터 독립을 선언함. 이후 몽골 고원의 외튀켄을 정복한 뒤 카간(khagan, 가한 可汗이라고도 함)'의 칭호를 받음. 오늘날 그의 제국은 돌궐, 또는 괵튀르크로 알려져있음. |
| 552  | 부민이 형 이스테미를 서부 지역의 야브구(부왕)로 임명한 직후 사망함. 사후 그의 장남이 잇시크 카간으로 즉위함.                                                                                               |
| 554  | 부민의 차남이 무칸 카간으로 즉위함. 일련의 성공적인 군사 원정을 통해 돌궐인들이 실크로드를 장악하기 시작함.                                                                                                |
| 558  | 이스테미가 사산 왕조 페르시아와 동맹을 맺고 에프탈을 공격함. 덕분에 돌궐인들은 트란스옥시아나를 차지할 수 있었음.                                                                                          |
| 568  | 돌궐이 비단을 교역하기 위해 소그드 상인 마니악이 이끄는 사절단을 콘스탄티노플에 파견함으로써, 유스티누스 2세 치하 비잔티움 제국과 동맹이 이루어짐.                                                         |
| 572  | 부민의 막내 아들이 죽은 형의 뒤를 이어 타스파르 카간으로 즉위함. |
| 576  | 비잔티움 제국이 아바르와 조약을 맺으면서 동맹이 파탄남. 돌궐인들이 크림 반도의 비잔티움 요새를 점령함. |
| 580  | 그리스 역사가 아가티아스가 튀르크계 부족인 코티구르족과 우티구르족, 우노곤두르족, 울티구르족 등을 훈족에 포함시켰음.                                                                                       |
| 581  | 서부 지역의 두 번째 야브구인 타르두가 크림 반도의 타우리카 케르소네소스(Tauric Chersonesus)를 포위함. |
| 581  | 화북 지역의 북제와 북주가 매년 돌궐에게 경의를 표하기 시작함. |
| 584  | 타스파르 카간이 사망하고, 그의 아들인 이쉬바라 카간과 다른 소카간들 사이에 내전이 발발함. 이때 타르두가 내전에 개입했음.                                                                                   |
| 587  | 타르두가 카간을 칭함으로써 돌궐이 동·서로 분열하고, 이중 카간의 시대가 열림. |
| 588  | 1차 페르시아-돌궐 전쟁. 동돌궐의 바가 카간이 아프가니스탄을 침공했으나 바흐람 추빈이 이를 격퇴함. |
| 593  | 돌궐 내부의 공위시대가 끝나감. |

## 7세기
| 년도 | 설명 |
| ---- | --- |
| 609  | 시필 카간이 동돌궐의 카간으로 즉위함. |
| 615  | 시필 카간이 자신의 부하가 수나라의 배구(裴矩)에 의해 처형되자 군대를 이끌고 산시성과 내몽골 일대를 포위함. 이후 그는 제국이 공격받고 있다는 부인의 거짓 보고에 따라 포위를 풀고 철수함. |
| 618  | 통 야브구 카간이 서돌궐의 카간으로 즉위함. 몇몇 기록에 따르면 그는 캅카스 북부에 하자르를 건국한 지벨이었음. 한편 같은 시기 동돌궐은 시필 카간의 치하에서 "동쪽으로는 거란에서 서쪽으로는 토욕혼과 고창국에 이르기까지 모든 나라들이 신속(臣屬)하며 활을 쏘는 자가 100만 명에 이른다"고 할 정도로 전성기를 구가함. |
| 619  | 2차 페르시아-돌궐 전쟁. 통 야브구 카간이 페르시아 중부의 이스파한까지 급습했으나 격퇴당함. |
| 625  | 이라클리오스 황제가 통 야브구 카간에게 군사 지원을 요청함으로써 서돌궐과 비잔티움 제국 사이에 동맹이 맺어짐. |
| 626  | 일릭 카간이 당나라에서 현무문의 변이 벌어진 틈을 타서 위수로 진격함. |
| 627  | 3차 페르시아-돌궐 전쟁. 뵈리 샤드가 캅카스의 데르벤트를 정복하고 아제르바이잔 일대를 습격함. |
| 628  | 설연타와 토구즈 오구즈가 반란을 일으킴. 이에 동돌궐의 아사나욕곡설(훗날 을비돌륙 카간)와 아사나사이가 진압하려 했지만 그들에게 패배함. |
| 630  | 당태종이 동돌궐 휘하의 부족들이 반란을 일으키도록 획책한 뒤, 그해 초엽 내몽골을 급습하여 인산 전투에서 일릭 카간을 사로잡음으로써 동돌궐이 멸망함. |
| 632  | 쿠브라트 휘하의 불가르인들이 캅카스 북부에서 고대 대불가리아를 형성함. |
| 638  | 서돌궐의 양익을 담당하던 노실필(弩失畢, 누시피)과 돌륙(咄陸, 퇼리스)이 일리 강을 경계로 나뉘어짐. |
| 639  | 서돌궐 왕자 아사나결사솔(阿史那结社率)이 반란을 일으킴. |
| 640  | 을비돌륙 카간이 서돌궐 부족들을 통합하려 했으나, 실패하고 아프가니스탄의 쿤두즈로 도주함. |
| 642  | 당태종이 이른바「토고창조討高昌詔」를 선포하고 고창국 원정을 단행함. 고창국이 당나라 군대에게 함락되자 서돌궐이 그 지역에서 물러남. 이후 수십 년 동안 서돌궐과 당나라와의 군사적 충돌이 이어짐. |
| 644  | 서돌궐 군대가 카라샤르 부근에서 당나라에게 패배함. |
| 648  | 서돌궐 군대가 쿠차 부근에서 당나라에게 패배함. |
| 650  | 하자르가 라쉬둔 칼리파국 장군 압드 알 라만 이븐 라비아가 이끄는 아랍 이슬람 군대를 물리침. |
| 657  | 당나라가 사발략 카간을 생포하면서 서돌궐이 멸망함. 이후 중앙아시아에 권력공백기가 도래하자 튀르게쉬가 잔존 서돌궐 부족들 사이에서 주도 세력으로 등장함. |
| 664  | 북캅카스 훈족의 엘테베르 알프 일리트베르와 캅카스 알바니아 왕 자반시르(635-669) 사이에 결혼 동맹, 모든 요새 할양, 훈족에 대한 공물, 아랍 침략으로부터의 방어 등을 조건으로 평화조약이 맺어짐. |
| 679  | 내몽골 선우도호부의 돌궐 수령들인 아사덕온부(阿史德溫傅), 아사덕봉직(阿史德奉職)이 아사나니숙복(阿史那泥孰匐)을 카간으로 추대하고 당나라의 지배에 반기를 듬. 이 반란은 그 주변 24주의 수령들과 수십만 명이 참여할 정도로 위세가 대단했음.                                                                          |
| 680  | 당휴경이 내몽골의 돌궐 반란을 진압함. |
| 680  | 아사나복념이 카간으로 추대되어 재차 당나라에 반란을 일으킴. |
| 681  | 콘스탄티누스 4세와 불가르 통치자 아스파루흐 사이에 평화 조약이 체결됨. 이 조약은 다뉴브강 남안의 점령된 비잔틴 영토에 대한 불가르인들의 지배권을 인정했음. |
| 681  | 아사나복념의 반란이 진압당함. 아사나복념과 관련 인물 54명은 장안 저잣거리 동쪽에서 공개 처형당함. |
| 681  | 아사나골돌룩(阿史那骨篤祿)이 잔당들과 함께 당나라에 반기를 듬. |
| 682  | 아사나골독록이 일테리쉬 카간으로 즉위하며 돌궐 제2제국을 건국함. |
| 685  | 일테리쉬 카간이 당나라 군대를 크게 물리침. |
| 691  | 일테리쉬 카간이 사망하고 그의 동생이 카파칸 카간으로 즉위함. |
| 693  | 바르스 벡이 키르기스 카간국의 건국을 선언함. |
| 695  | 카파칸 카간이 바르스 벡을 키르키스의 카간으로 인정함. |
| 698  | 카파칸 카간이 알타이 산맥을 넘어온 오크(OnOq 튀르게쉬 주도의 서돌궐)를 격파한 뒤, 시르다리야 강을 넘어 철문까지 도달함. |

## 8세기
| 년도    | 설명 |
| ------- | --- |
| 704     | 우마이야 총독 쿠타이바 이븐 무슬림이 트란스옥시아나를 침공함. |
| 710     | 카파간 카간 치하의 돌궐 제2제국이 키르기스인들에게 참패를 안겨줌. 키르기스 카간 바르스 벡은 전투에서 전사했으며, 그들의 후손은 여러 세대에 걸쳐 돌궐의 가신이 되었음.                                                 |
| 711     | 볼추 전투에서 튀르게쉬가 돌궐에게 패배함. |
| 713     | 트란스옥시아나에서의 튀르크-아랍 전쟁. 튀르게시와 우마이야 아랍 사이에 중앙아시아의 지배권을 둘러싸고 여러 전투가 벌어짐.                                                                                             |
| 716     | 테오도시우스 3세 치하의 비잔티움 제국과 테르벨 칸의 제1차 불가리아 제국 사이에 조약이 맺어짐. 이 조약은 비잔티움 제국이 매년 불가르인들에게 30파운드의 금을 지급하고, 양 국 간의 포로 교환과 무역 재개 등을 규정했음. |
| 716     | 카파간 카간이 바이르쿠의 반란을 진압하고 돌아오던 중 피살당해 사망함. |
| 716 (?) | 고대 튀르크어로 새겨진 최초의 비문이 제작됨. 이 비문은 바인 촉토 비문, 또는 톤육쿡 비문이라고도 함. (톤육쿡이 죽기 몇 년 전에 스스로 세운 것임)                                                                       |
| 717     | 카파간 카간 생전에 후계자로 임명된 뵈귀가 능력이 없자, 사촌 퀼 테긴이 쿠데타를 일으켜 그를 몰아냄. 이후 퀼 테긴의 형제 빌게 카간이 즉위함.                                                                            |
| 717     | 술루크가 튀르게쉬 카간이 됨. |
| 718     | 톤육쿡, 퀼 테긴, 빌게 카간의 삼두정치로 돌궐 제2제국에 짧은 안정기가 찾아옴. |
| 723     | 우마이야 총독 사이드 이븐 암르 알 하라시가 후잔트에서 소그드인과 튀르크인을 학살함. |
| 724     | 튀르게시 카간 술루크가 우월한 기동력과 습격 전술로 우마이야 아랍인들에게 수 차례 패배를 안겨줌. 이는 아랍 측 사료에 '갈증의 날'이라고 기록되기도 했음.                                                                |
| 728     | 튀르게쉬 카간 술루크가 두 번째로 우마이야 아랍 군대를 물리침. |
| 730     | 하자르인들이 장군 바르지크의 죽음에도 불구하고 캅카스 남부에서 우마이야 아랍 군대를 물리침. |
| 734     | 빌게 카간이 사망함. |
| 735     | 빌게 카간과 퀼 테긴의 비석(Khöshöö Tsaidam, 호쇼 차이담)이 제작됨. 이들은 톤육쿡의 바인 촉토 비문과 함께 연결지어 오르혼 비문이라고 불림.(2004년에 이 기념물들은 아시아와 호주의 세계 문화 유산 목록에 포함되었음.)   |
| 737     | 우마이야 아랍 군대가 하자르를 무찌르고 수도 발란자르를 점령했으나 얼마 지나지 않아 패퇴했으며, 하자르인들은 수도를 이틸로 옮긴 뒤 계속 존속할 수 있었음.                                                              |
| 738     | 술루크가 암살당함. |
| 740     | 하자르 카간 불란이 유대교를 받아들임. 하지만 종교의 자유는 보장되었음. |
| 744     | 바스밀, 위구르, 카를룩이 연합하여 돌궐인들을 공격, 수도 외튀켄을 점령함. 따라서 돌궐 제2제국이 멸망함. |
| 744     | 위구르 수령 쿠틀룩 보일라가 다른 두 부족을 배신하고 쿠틀룩 빌게 퀼 카간으로 즉위하면서 위구르 카간국이 건국됨. 한편 카를룩은 서쪽으로 이동하여 이전 서돌궐의 영토를 정복하기 시작했음.                                |
| 747     | 2대 위구르 카간인 카를륵 카간이 수도 오르두 발리크의 건설을 시작함. |
| 750     | 우마이야 왕조가 막을 내림. 새롭게 들어선 아바스 왕조는 튀르크인들에게 이전보다 관대한 정책을 펼쳤음. |
| 751     | 아바스 아랍 군대가 탈라스 전투에서 고선지가 이끄는 당나라 군대를 물리침. 이때 아랍 측으로 전향한 카를룩 2만 병력이 중요한 역할을 함.                                                                                  |
| 753     | 카를륵 카간이 자신의 업적을 칭송하는 타리아트 비문을 세움. (날짜로 추정) |
| 755     | 안사의 난이 일어나자 위구르 제국이 당나라에 지원을 보냄. |
| 756     | 비잔티움 황제 콘스탄티누스 5세와 불가리아 제1제국의 코르미소쉬 간에 평화협정이 맺어짐으로써 양국 간의 장기적인 군사 충돌이 종식됨.                                                                                    |
| 765     | 세 번째 위구르 카간인 뵈귀 카간이 마니교를 받아들임. |
| 766     | 카를룩이 튀르게시를 물리치고 튀르키스탄(옛 서돌궐 영토) 대부분을 장악함. 그러나 아랄해 서부에서는 오구즈 야브구국이라는 오구즈족의 느슨한 연맹체가 출현했음.                                                          |
| 789     | 위구르 카간국의 지배 씨족이 야그라카즈 부족에서 에디즈 부족으로 교체됨. |

## 9세기
| 년도 | 설명 |
| ---- | --- |
| 815  | 콘스탄티노플에서 불가리아 제1제국의 오무르타그와 비잔티움 황제 레온 5세 사이에 30년 간의 평화조약이 체결됨.                                                         |
| 820  | 키르기스족이 위구르 카간국과 기나긴 전쟁을 시작함. |
| 821  | 위구르인들이 토번을 패배시킴. |
| 836  | 맘루크(튀르크계 노예 병사)들로 인한 혼란 때문에 아바스 칼리파 알 무타심이 궁정을 바그다드에서 사마라로 이전함.                                                      |
| 840  | 키르기스족이 대대적으로 몽골 고원을 침공함으로써 위구르 카간국이 멸망함. 서쪽으로 도망친 위구르인들은 카를룩과 함께 카라한 칸국이 세워지는 데 결정적인 역할을 했음. |
| 848  | 일부 위구르 집단이 중국 서북부의 간쑤 일대에 하서 위구르를 건국함.                                                                                                  |
| 856  | 또 다른 위구르 집단이 중국 서부 신장 일대에 고창 위구르를 건국함.                                                                                                   |
| 868  | 튀르크계 맘루크 장군인 아흐마드 이븐 툴룬이 이집트에 툴룬 왕조를 개창함.                                                                                            |
| 881  | 하자르에서 떨어져 나간, 카바르라는 이름의 부족이 마자르인과 함께 서쪽으로 이동함.                                                                                   |
| 892  | 하자르가 페체네그를 서쪽으로 밀어냈고, 다시 페체네그는 마자르인들을 오늘날 헝가리 지역으로 밀어냄.                                                                  |
| 898  | 불가리아 차르 시메온 1세와 비잔티움 황제 레온 6세 사이에 평화 조약이 체결됨.                                                                                        |

## 10세기
| 년도 | 설명 |
| ---- | --- |
| 914  | 페체네그와 키예프 루스 사이에 평화 조약이 체결됨. |
| 924  | 거란이 키르기스족들을 몰아내고 몽골 고원을 장악함. 일부 키르기스인들은 고향이었던 예니세이 강 유역으로 돌아갔지만, 대다수는 오늘날의 키르기스스탄 지역으로 이주했음. |
| 932  | 카라한 칸국의 사툭 부그라 칸이 휘하 부족민들과 함께 이슬람으로 개종함. 이로써 그는 이슬람을 수용한 최초의 튀르크계 군주가 되었음.                                    |
| 940  | 비잔티움 제국이 키예프 루스와 동맹을 맺음으로써 하자르가 크림 반도를 상실함.                                                                                         |
| 941  | 하서 위구르가 중국의 속국으로 전락함. |
| 960  | 코르도바 사절 하스다이 이븐 샤프루트가 하자르 카간 요셉과 서신을 주고받음.                                                                                           |
| 963  | 사만 왕조의 맘루크인 알프 티긴이 가즈나를 정복함. (가즈나 왕조의 시작)                                                                                               |
| 969  | 키예프 루스가 하자르의 수도 아틸을 점령함. |
| 977  | 사부크티긴 치하에서 가즈나 왕조가 이슬람 술탄국(제국)으로 거듭남. |
| 985  | 셀주크와 그 부족민들이 오늘날 카자흐스탄의 잔드로 이주함. |
| 988  | 무함마드가 가즈나 왕조의 군주로 즉위함. |
| 999  | 킵차크에 의해 오구즈 연맹이 해체당함. |

## 11세기
| 년도 | 설명 |
| ---- | --- |
| 1001 | 가즈나 왕조의 마흐무드가 북인도에 파괴적인 원정을 시작함. 그의 원정은 1027년까지 이어졌음.                                               |
| 1016 | 키예프 루스와 킵차크의 압력에 의해 최종적으로 하자르가 해체당함.                                                                         |
| 1037 | 키예프 루스가 페체네그를 물리침. |
| 1038 | 셀주크의 손자인 투으룰과 차그리가 메르브를 점령함.                                                                                       |
| 1040 | 투으룰과 차그리가 단다나칸 전투에서 가즈나 왕조를 물리치고 페르시아 동부를 정복하기 시작함. 셀주크 제국이 시작됨.                        |
| 1042 | 카라한 칸국이 내전으로 인해 동·서로 나뉘어짐.                                                                                            |
| 1048 | 셀주크 군대가 카페트론 전투에서 비잔티움-조지아 군대와 맞붙음. 실질적으로 셀주크 제국의 승리.                                            |
| 1050 | 페체네그가 비잔티움 영토를 급습함. |
| 1055 | 일련의 승리 이후, 투으룰이 아바스 칼리파에게서 '술탄' 칭호를 수여받음                                                                    |
| 1065 | 유제스인들이 비잔티움 제국에게 복속함.                                                                                                   |
| 1071 | 셀주크 술탄 알프 아르슬란이 만지케르트 전투에서 로마노스 4세가 이끄는 비잔티움 군대를 격파함. 아나톨리아에 튀르크인들이 유입되기 시작함. |
| 1072 | 알프 아르슬란 사후, 그의 아들 말리크 샤가 술탄으로 즉위함.                                                                               |
| 1072 | 다니슈멘드 가지가 동부 아나톨리아(아마도 시바스 부근)에 다니슈멘드 공국을 설립함.                                                        |
| 1072 | 무함마드 알 카슈가리가 아바스 칼리파에게『튀르크어 사전Dīwān Lughāt al-Turk』을 헌사함.                                                  |
| 1077 | 셀주크 방계 황족인 술레이만 이븐 쿠탈미쉬가 중부 아나톨리아의 이즈니크를 중심으로 룸 술탄국을 건국함.                                    |
| 1077 | 호라즘이 셀주크 제국의 봉신국이 됨. |
| 1081 | 튀르크계 에미르 차카가 이즈미르에서 공국을 설립함. 튀르크 역사상 최초의 해양강국이었음.                                                  |
| 1091 | 헝가리인들이 킵차크를 패배시킴. |
| 1092 | 말리크 샤 사후 셀주크 제국이 점차 분열되기 시작함.                                                                                       |
| 1093 | 킵차크가 슈투그나 강 전투에서 키예프 대공 스뱌토폴크 2세를 물리침.                                                                       |
| 1096 | 룸 술탄 클르츠 아르슬란 1세가 군중 십자군을 물리침.                                                                                      |
| 1097 | 제1차 십자군이 도릴라움 전투에서 룸 술탄국 군대를 격파하고 이즈니크를 점령함. 룸 술탄국의 수도가 콘야로 옮겨짐.                          |

## 12세기
| 년도 | 설명 |
| ---- | --- |
| 1101 | 클르츠 아르슬란 1세가 두번째로 제1차 십자군에 맞서 승리를 거둠.                                                     |
| 1104 | 다마스쿠스의 아타베그인 투그테킨이 부리 왕조를 설립함. 셀주크 제국으로부터 떨어져 나간 첫 아타베그 왕조.            |
| 1121 | 마르딘의 아르투크 왕조 일 가지가 이끄는 셀주크 군대가 티플리스 인근에서 조지아인들에게 패배함.                      |
| 1128 | 모술과 알레포의 아타베그인 이마드 앗 딘 장기가 장기 토후국을 설립함.                                                |
| 1141 | 야율대석이 이끄는 거란군이 카트완 전투에서 셀주크 술탄 아흐마드 산자르를 격파함.                                    |
| 1146 | 아제르바이잔의 아타베그 샴스 앗 딘 일데니즈가 엘디귀즈 왕조를 설립함.                                               |
| 1147 | 룸 술탄 메수드 1세가 제2차 십자군의 신성로마제국 황제 콘라트 3세와 프랑스 왕 루이 7세를 라오디케아 전투에서 격파함. |
| 1153 | 셀주크 술탄 아흐마드 산자르가 오구즈 튀르크족에게 패배함.                                                           |
| 1154 | 오구즈 튀르크족이 동부 이슬람 세계에서 가장 빛나는 땅인 호라산으로 침입, 니샤푸르의 도서관을 파괴함.                |
| 1176 | 클르츠 아르슬란 2세가 미리오케팔론 전투에서 비잔티움 황제 마누일 1세 콤네노스를 물리침.                             |
| 1178 | 클르츠 아르슬란 2세가 다니슈멘드 공국을 합병함.                                                                     |
| 1190 | 신성로마제국 황제 프리드리히 1세 바르바로사가 이끄는 제3차 십자군이 콘야 전투에서 룸 술탄국 군대를 격파함.          |
| 1194 | 마지막 셀주크 술탄 토그릴 3세가 호라즘 제국의 테키쉬에게 패배하면서 셀주크 제국이 멸망함.                           |

## 13세기
| 년도 | 설명 |
| ---- | --- |
| 1202 | 룸 술탄국이 아나톨리아 북동부의 살투크 왕조를 합병함.                                                                               |
| 1205 | 호라즘 제국이 옛 셀주크 영토의 대부분을 정복함.                                                                                     |
| 1206 | 쿠트브 웃딘 아이바크가 북인도의 델리를 중심으로 노예 왕조를 개창함. 델리 술탄국이 시작됨.                                           |
| 1209 | 고창 위구르가 몽골인들의 봉신국으로 전락함.                                                                                         |
| 1209 | 아나톨리아 서부에서 수피 성인 나스레딘이 출생함.                                                                                    |
| 1211 | 서요의 거란인들이 동카라한 칸국을 끝장냄.                                                                                           |
| 1212 | 호라즘 제국이 서카라한 칸국을 끝장냄.                                                                                               |
| 1220 | 케이쿠바드 1세가 룸 술탄으로 즉위함.                                                                                                |
| 1220 | 몽골 제국이 호라즘 제국을 멸망시킴.                                                                                                 |
| 1224 | 바미얀과 쿠라만의 카를루그족이 그들만의 왕조를 설립함.                                                                              |
| 1230 | 케이쿠바드 1세가 아이유브 군대와 함께 야스치멘 전투에서 잘랄 웃 딘 밍부르누를 격파함.                                               |
| 1236 | 이슬람 역사 상 최초의 여성 술탄인 라지아 술타나가 델리에서 즉위함.                                                                  |
| 1239 | 바바 이사크 및 튀르크멘(오구즈)과 호라즘인들이 아나톨리아에서 반란을 일으킴. (이후 반란은 진압되었지만 룸 술탄국은 쇠퇴하기 시작함) |
| 1241 | 몽골 제국이 킵차크를 궤멸시킴. |
| 1243 | 몽골 제국이 쾨세다흐 전투에서 룸 술탄국 군대를 대파함.                                                                              |
| 1250 | 이집트에 맘루크 술탄국이 설립됨. |
| 1260 | 맘루크 장군 바이바르스가 아인잘루트 전투에서 몽골 군대를 격파함.                                                                    |
| 1277 | 아나톨리아 남부의 반독립적인 통치자 카라마노글루 메흐메트 베이가 자신의 통치 기간에 튀르크어를 공용어로 선포함.                     |
| 1293 | 키르기스족이 재차 봉기를 일으켰으나 몽골 군대에게 진압당함. 그 후 대부분의 키르기스인들이 오늘날 키르기스스탄 지역으로 이주했음.    |
| 1293 | 라틴어로 쓰여진『코덱스 쿠마니쿠스』킵차크 사전.                                                                                    |
| 1299 | 조그만한 부족의 족장인 오스만 1세가 아나톨리아 북서부에 공국을 설립함. 오스만 제국이 시작됨.                                        |